# بروس هكتور
بروس هكتور (بالإنجليزية: Bruce Hector)‏ هو لاعب كرة قدم أمريكية أمريكي، ولد في 7 أكتوبر 1994 في تامبا في الولايات المتحدة.

## روابط خارجية
- بروس هكتور على موقع مرجع كرة القدم المحترفة.كوم (الإنجليزية)